# Brașov Challenger 1997
Il Brașov Challenger 1997 è stato un torneo di tennis facente parte della categoria ATP Challenger Series nell'ambito dell'ATP Challenger Series 1997. Il torneo si è giocato a Brașov in Romania dal 7 al 13 luglio 1997 su campi in terra rossa.

## Vincitori

### Singolare
Ionuț Moldovan ha battuto in finale  Dinu Pescariu con il punteggio di 6–2, 6–4

### Doppio
George Cosac /  Miles Maclagan hanno battuto in finale  Ionuț Moldovan /  Dinu Pescariu con il punteggio di 6–4, 7–6